# Dhule
Dhule là một thành phố và là nơi đặt hội đồng đô thị (municipal council) của quận Dhule thuộc bang Maharashtra, Ấn Độ.

## Địa lý
Dhule có vị trí 20°54′B 74°47′Đ / 20,9°B 74,78°Đ Nó có độ cao trung bình là 240 mét (787 feet).

## Nhân khẩu
Theo điều tra dân số năm 2001 của Ấn Độ, Dhule có dân số 341.473 người. Phái nam chiếm 52% tổng số dân và phái nữ chiếm 48%. Dhule có tỷ lệ 75% biết đọc biết viết, cao hơn tỷ lệ trung bình toàn quốc là 59,5%: tỷ lệ cho phái nam là 80%, và tỷ lệ cho phái nữ là 69%. Tại Dhule, 13% dân số nhỏ hơn 6 tuổi.